# Melina Pignatelli
Carmela Matarazzo di Licosa, nota anche con lo pseudonimo di Melina Pignatelli della Leonessa (Napoli, 26 giugno 1917 – San Martino Valle Caudina, 2 agosto 2001), è stata una cantante lirica italiana.

## Biografia
Figlia del Conte Giuseppe Matarazzo di Licosa e di Anna de Notaristefani dei Duchi di Vastogirardi, nel 1939 sposò Carlo Pignatelli della Leonessa, Duca di San Martino Valle Caudina, ex feudo della Leonessa, dove il marito possedeva delle terre che lui stesso amministrava, un palazzo, ed un castello in abbandono. Dopo la seconda guerra mondiale cominciò a restaurare il castello, seguendo personalmente i lavori ed istruendo gli operai e artigiani. L'esperienza la portò a valorizzare i castelli di Napoli, non fruibili al tempo, fino ad ottenere finanziamenti per il restauro di Castel dell'Ovo e di Castel Sant'Elmo. Nel 1971 fu nominata Ispettore Onorario della Soprintendenza ai Monumenti della Campania. Si attivò per creare in Campania una sezione del Garden Club, di cui fu a lungo presidente e fino alla fine presidente onoraria; Nel 1980 con la Società Italiana della Camelia, realizzò la prima Mostra delle camelie, che ancora oggi si organizza con cadenza biennale.
Diplomatasi di nascosto dai suoi genitori al Conservatorio di San Pietro a Maiella di Napoli (in violino a 18 anni ed in canto a 22) sotto la guida di Rachele Marigliano-Mori, partecipò ai concerti di musiche trobatoriche curate dal prof. Ugo Sesini. Come concertista, carriera ostacolata prima dai genitori e poi dal marito, si dedicò alla musica da camera italiana, tedesca e francese.
Cantò con l'orchestra Scarlatti al Conservatorio di Napoli (1953) e a Parigi per la Radio Tele Diffusion Francaise (1954). Nel 1945 fondò, con il maestro Vincenzo Vitale e Galeazzo Imperiali, l'Orchestra da camera di Napoli divenuta in seguito Orchestra Scarlatti. Tra i suoi allievi il celebre soprano drammatico d'agilità Maria Dragoni ed il tenore Nicola Pisaniello, ma anche il contralto Elisabetta Andreani .
Ha contribuito alla fondazione della sezione campana dell'Istituto Italiano dei Castelli.
| Controllo di autorità | VIAF (EN) 15623302 · SBN CFIV134552 · BAV 495/308996 · GND (DE) 121334511 |